# Kanesatake
Kanesatake (en mohawk : Kanehsatà:ke) est un établissement mohawk enclavé dans la municipalité canadienne d'Oka, au Québec. Kanesatake est situé dans la région des Laurentides, à la confluence de la rivière des Outaouais et du lac des Deux Montagnes, sur la Rive-Nord de Montréal. Les Mohawks de Kanesatake y vivent.

## Géographie

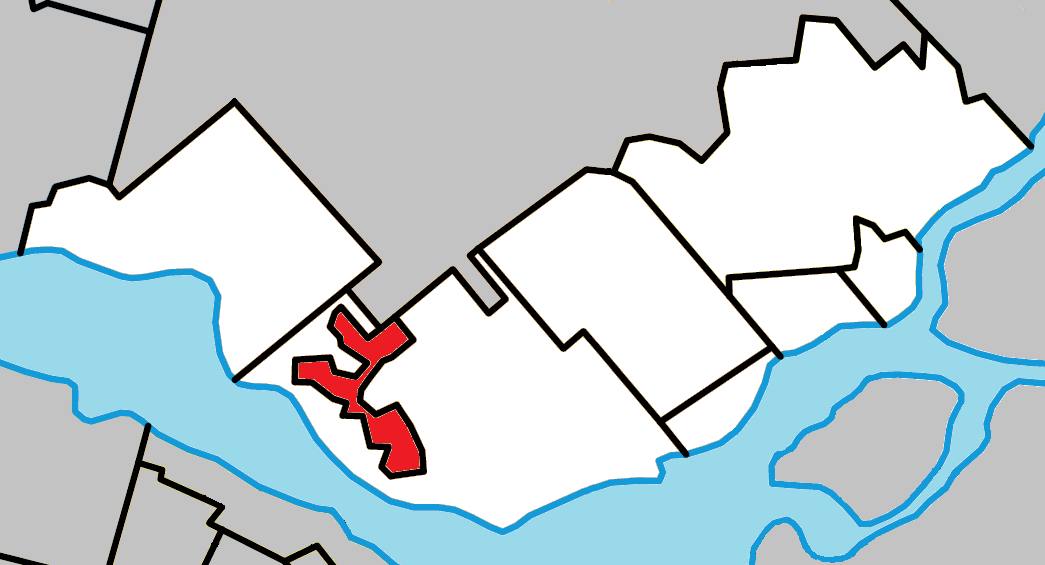
Localisation de Kanesatake au sein du territoire de la MRC de Deux-Montagnes.

Kanesatake fait partie du territoire de la municipalité régionale de comté (MRC) de Deux-Montagnes – bien qu'il n'en fasse juridiquement pas partie et n'en soit pas assujetti –, dans la région administrative des Laurentides et est enclavé dans la municipalité d'Oka.
Couvrant une superficie de 11,88 km2, le territoire de Kanesatake est composé de plusieurs parcelles de terres non contiguës et d'étendues diverses. On y compte 327 maisons, et il est accessible par la route 344.
« Une partie du territoire de Kanesatake est imbriquée dans le village d'Oka même, où près de 55 parcelles de terrain appartenant à des Mohawks sont séparées les unes des autres par des terrains privés non amérindiens ».
Selon l'ancien chef Sohenrise Paul Nicholas, « il faut augmenter la superficie de Kanesatake pour parvenir à avoir à la base un certain territoire qui n'est pas composé que de morceaux de terre éparpillés ».

## Histoire
En 1717, sous le régime français, le gouverneur Vaudreuil et l'intendant Bégon concèdent la seigneurie du Lac-des-Deux-Montagnes, sur laquelle est aujourd'hui situé Kanesatake, aux Sulpiciens de Montréal afin d'y établir une mission catholique amérindienne : la mission du Lac-des-Deux-Montagnes. Les Mohawks (ou Agniers), une des cinq nations iroquoises, sont les premiers à s'y installer et nomment l'endroit Kanesatake. Ils sont rapidement rejoints par des Algonquins et des Népissingues, faisant partie des nations anichinabées, qui appellent quant à eux la mission Oka. 
Au XVIIIe siècle, la mission fait partie de la Fédération des Sept Feux. 
Cependant, les Sulpiciens concèdent une partie des terres de la seigneurie du Lac-des-Deux-Montagnes à des non-Autochtones, et le village d'Oka se développe autour de la communauté amérindienne. En 1787, le chef Aughneeta se plaint par lettre à Sir John Johnson, le surintendant général britannique des Affaires indiennes, de ne pas respecter l'acte de propriété de la terre accordée aux Autochtones par le roi de France. 
En 1839, la mission du Lac-des-Deux-Montagnes compte 1 050 habitants, répartis entre Algonquins, Népissingues et Mohawks. En 1851, cependant, les nations algonquiennes commencent à quitter Kanesatake-Oka pour s'installer dans la région de Maniwaki, de sorte que la communauté devient finalement exclusivement mohawk.
En 1851, les Mohawks font sept autres protestations au gouvernement au sujet de leurs terres. La dissidence des Mohawks s'accroît, et leur conversion en masse au protestantisme n'est évitée que lorsque les Sulpiciens excommunient 15 militants. 

En 1868, les Mohawks choisissent Sosé Onasakenrat comme chef à l'âge de 22 ans. Baptisé Joseph, il avait été éduqué par les Sulpiciens au petit séminaire de Montréal. Il travaille ensuite avec eux à la mission du Lac-des-Deux-Montagnes. Cette année-là, il se rend à Montréal pour présenter la revendication territoriale des Mohawks sur la seigneurie, mais en vain. Vers 1870, il quitte l'Église catholique, se convertit au protestantisme et devient missionnaire méthodiste. Il oeuvre à Kanesatake, mais également dans les communautés mohawk de Kahnawake et Akwesasne. En 1880, Onasakenrat est ordonné pasteur. 

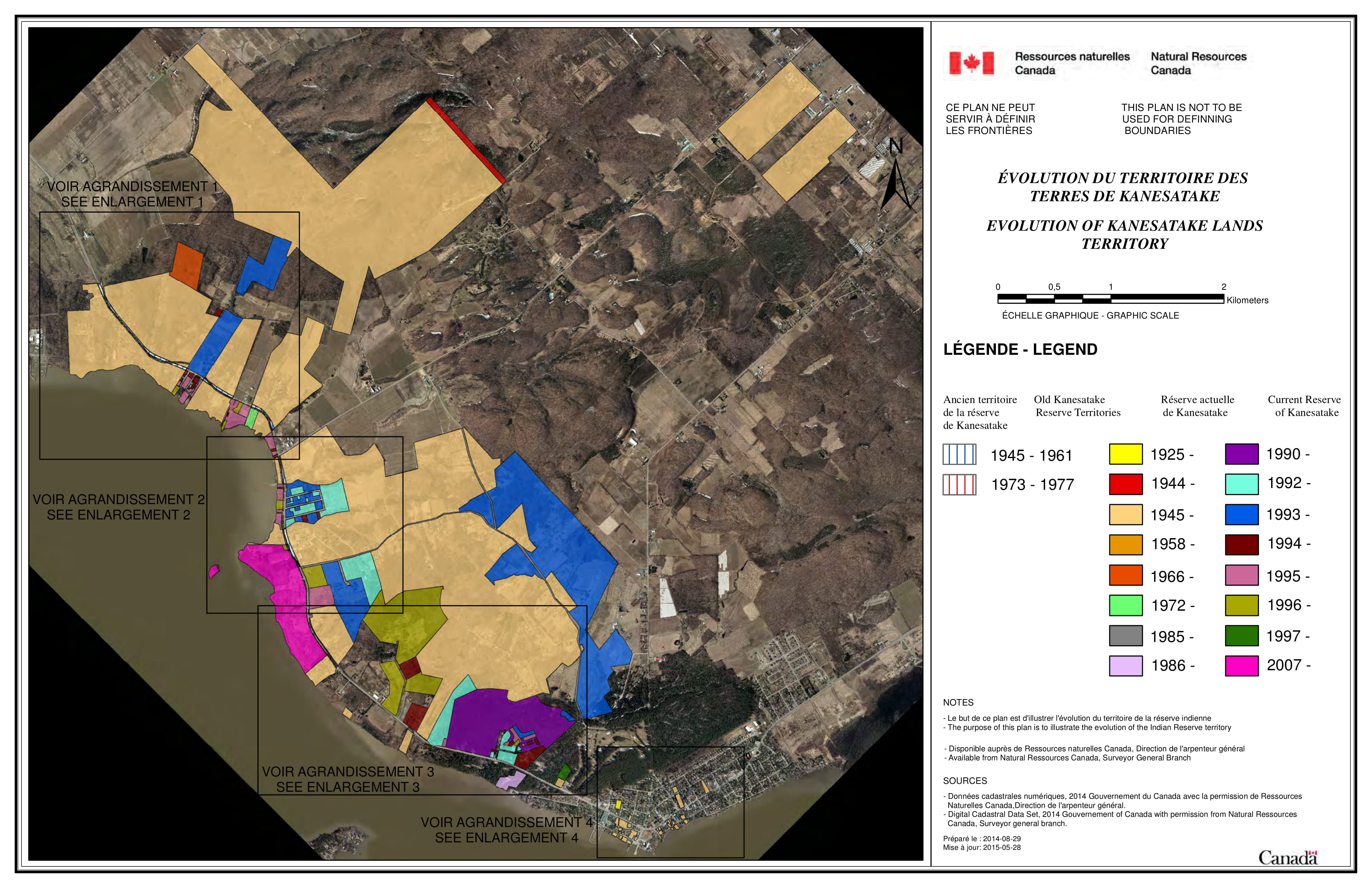
Évolution de l'étendue des terres de Kanesatake.

Éventuellement, Onasakenrat commence à préconiser la modération dans les relations entre les Mohawks et les Sulpiciens. Il recommande l'acceptation de l'offre de ces derniers de leur acheter des terres ailleurs loin d'Oka et de payer leur déménagement. Il perd le soutien de nombreux partisans à cause de ce changement de position et meurt en 1881, à l'âge de 35 ans. Six mois plus tard, lorsque les Sulpiciens ont terminé les arrangements pour la relocalisation, seulement 20 % des Mohawks acceptent de quitter Kanesatake pour se réinstaller sur l'actuel territoire mohawk de Wahta, près de Muskoka, en Ontario.
En 1910, la revendication de la Compagnie des prêtres de Saint-Sulpice sur les terres est confirmée par la Cour suprême du Canada. Kanesatake est alors définie par le gouvernement fédéral comme une « base territoriale provisoire », contrairement aux réserves, qui sont une création de la Loi sur les Indiens.

## Tensions récentes
Kanesatake a connu des tensions politiques au cours de son histoire récente.

### Crise d'Oka
Du 11 juillet au 26 septembre 1990, la crise d'Oka est un évènement politique marquant qui oppose la nation mohawk aux États québécois et canadien. La crise demande l'intervention de l'armée canadienne après l'échec d'une intervention de la Sûreté du Québec.
Vingt ans plus tard, les tensions sont encore vives entre les gens de la communauté et les Blancs, selon Ghislain Picard.

### Gouvernance
En 1991, les citoyens de Kanesatake tiennent leurs premières élections pour les chefs et les membres du conseil. Jerry Peltier y est alors élu grand chef. Avant cela, les chefs sont héréditaires à travers le système de parenté matrilinéaire et nommés par les mères de clan.
En janvier 2004, la petite communauté fait face à une autre crise qui fait la manchette autant dans la province de Québec que dans le reste du Canada, en raison de conflits politiques entre les partisans de l'ex-chef de la communauté, James Gabriel, et ceux du chef en poste, Steven Bonspille. Les chefs Pearl Bonspille, Steven Bonspille et John Harding s'opposent à Gabriel dans une suite d'incidents qui mettent fin au mandat de Gabriel comme grand chef. John Harding et les autres chefs du conseil, Steven Bonspille et Pearl Bonspille, s'opposent donc à la tentative de prise de contrôle de la police par Gabriel par l'embauche d'agents privés dans le cadre d'une descente contre des trafiquants de drogue en janvier 2004. Ils considèrent l'action de Gabriel comme une tentative illégale d'usurpation du pouvoir de la Commission de police. Les 67 constables spéciaux sont contraints de se réfugier dans la station de police locale pour se protéger après que 200 membres de la communauté aient encerclé le poste de police. La demeure de Gabriel est incendiée et ce dernier quitte la communauté, d'abord pour Montréal, ensuite pour l'Ontario,. Treize personnes sont plus tard reconnues coupables de méfaits et de participation à une émeute.
Des élections ont eu lieu à la fin du printemps 2005. Le 26 juin 2005, Steven Bonspille défait James Gabriel lors de l’élection du grand chef. Harding Bonspille et Pearl Bonspille sont en outre réintégrés dans leurs fonctions comme chefs sur le conseil.
L'engagement dans la vie politique est resté élevé : en 2008, il y avait 25 candidats en lice pour sept sièges au conseil. À l'époque, il y avait plus de 2 300 électeurs inscrits : 1 685 sur le territoire et 664 à l'extérieur.

### Commerce du tabac
Le tabac est une plante traditionnelle indigène à l'Amérique du Nord et du Sud. Des sources archéologiques ont montré que son utilisation fait partie des traditions religieuses et politiques rituelles dans les cultures autochtones des Amériques depuis au moins deux mille ans[source insuffisante]. Sous les lois actuelles du Canada et des États-Unis, les autorités fédérales et provinciales/étatiques tentent de contrôler le commerce de produit contenant du tabac à travers le prix et les taxes, en partie à cause de l'impact sur la santé du tabagisme.
Malgré les problèmes politiques et légaux qui y sont liés, Kanesatake a bénéficié de retombées économiques des ventes hors taxes de tabac (dans les cigarettes) à des non-Autochtones. Commençant autour de 2003, avec seulement deux cabanes de pêche mises en place à chaque extrémité du territoire, la communauté a développé par la suite ses ventes de tabac. En 2014, il y avait environ 25 magasins qui vendaient du tabac. Les réserves mohawks d'Akwesasne et de Kahnawake ont toutes deux développé des usines pour fournir Kanesatake avec leurs cigarettes depuis que l'expansion du commerce a pris de l’ampleur.

### Déversements de terre contaminée
En 2024, le ministère québécois de l'Environnement soupçonne des entreprises privées venir déverser de la terre contaminée dans le lac des Deux-Montagnes. Celui-ci obtient une injonction provisoire de la Cour supérieure afin de faire cesser ces déversements, ce à quoi s'est opposé le Grand chef Victor Bonspille.  

## Éducation
Le centre de services scolaire francophone du territoire est le Centre de services scolaire des Mille-Îles (auparavant la Commission scolaire de la Seigneurie-des-Mille-Îles). Les deux écoles desservant le territoire sont :
- École des Pins (Oka)
- École secondaire d'Oka (Oka)

La commission scolaire anglophone du territoire est la Commission scolaire Sir-Wilfrid-Laurier. En 2014, 55 étudiants de Kanesatake choisissent de fréquenter l'école secondaire Lake of Two Mountains (en) à Deux-Montagnes. Kanesatake est situé au sein du territoire de desserte de l'école secondaire Lake of Two Mountains L'école primaire Mountainview et l'école primaire Saint-Jude, toutes deux à Deux-Montagnes, desservent également cette communauté,.

## Démographie

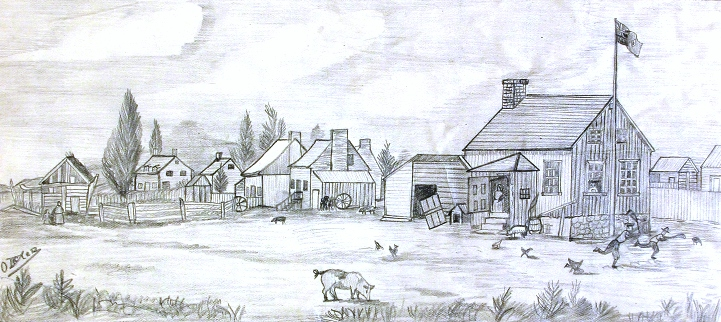
Une partie du village d'Oka, le village iroquois, 1872, par O. Dieker.

En 2009, la population de la bande de Kanesatake est de 2 400 personnes, soit 1 350 vivant sur le territoire de Kanesatake et 1 050 à l'extérieur de celui-ci. En 2024, la population de la bande est de 3 161 personnes, soit 1 347 personnes vivant sur le territoire de Kanesatake et 1 814 à l'extérieur de celui-ci. 

## Personnalités
- Sonia Bonspille Boileau, scénariste et cinéaste
- Myra Cree, animatrice de télévision
- Ellen Gabriel, militante
- Joseph Onasakenrat, chef et pasteur méthodiste

## Cinéma
- 1993 : Kanehsatake : 270 ans de résistance, documentaire réalisé par Alanis Obomsawin
- 2020 : Beans, film dramatique sur la crise d'Oka réalisé par Tracey Deer